# Кожухов, Василий Николаевич
Василий Николаевич Кожухов (1907—1939) — старший лейтенант Рабоче-крестьянской Красной Армии, участник боёв На реке Халхин-Голе, Герой Советского Союза (1939).

## Биография
Василий Кожухов родился 13 марта 1907 года в деревне Мелынь (ныне — Мценский район Орловской области). Рано остался без родителей, воспитывался родственниками. После окончания Орловского педагогического техникума работал учителем, директором школы, инспектором школ Мценского районо. В декабре 1931 года Кожухов был призван на службу в Рабоче-крестьянскую Красную Армию. Сдал экзамен на среднего командира, затем окончил окружные курсы хозяйственников. В сентябре 1937 года убыл в Монголию.
Участвовал в боях на реке Халхин-Гол, будучи командиром 2-го батальона 24-го мотострелкового полка 36-й мотострелковой дивизии 1-й армейской группы. В ходе Баин-Цаганского сражения 3-5 июля 1939 года батальон Кожухова разгромил японский опорный пункт на горе Баин-Цаган и уничтожил около 300 вражеских солдат и офицеров. Столь же отважно действовал и в последующих боях на восточном берегу реки Халхин-Гол в этом районе. 10 июля 1939 года в бою Кожухов получил тяжёлые ранения, от которых скончался в тот же день. Похоронен на месте боёв.
Указом Президиума Верховного Совета СССР от 17 ноября 1939 года за «мужество и героизм, проявленные при выполнении воинского и интернационального долга» старший лейтенант Василий Кожухов посмертно был удостоен высокого звания Героя Советского Союза. Также посмертно был награждён орденом Ленина.
В честь Кожухова установлен бюст в Мценске.